# Kup na Makedonija 2011-2012
La Coppa di Macedonia 2011-2012 (in macedone Куп на Македонија, Kup na Makedonija) è stata la ventesima edizione del torneo. La competizione è iniziata il 17 agosto 2011 ed è terminata il 2 maggio 2012. Il Renova ha vinto il trofeo per la prima volta, battendo in finale il Rabotnički e ottenendo l'accesso al primo turno di qualificazione della UEFA Europa League 2012-2013.

## Sedicesimi di finale
Le partite si sono giocate il 17 agosto e il 3 settembre 2011.
| Squadra 1           | Risultato         | Squadra 2       |
| ------------------- | ----------------- | --------------- |
| Ljuboten Tetovo     | 1 – 2             | Rinija          |
| Mogila              | 0 – 3             | Rabotnički      |
| Ohrid Lote          | 0 – 7             | Škendija        |
| Lokomotiva Skopje   | 0 – 0 (4 – 5 dtr) | Napredok        |
| Madžari Solidarnost | 2 – 2 (1 – 3 dtr) | Skopje          |
| Karaorman Struga    | 0 – 4             | Renova          |
| Prespa              | 0 – 31            | Tikveš          |
| Vasilevo            | 1 – 7             | Sileks Kratovo  |
| Babi Stip           | 0 – 3             | Bregalnica Štip |
| Karbinci            | 0 – 31            | 11 Oktomvri     |
| Pobeda Junior       | 1 – 2             | Turnovo         |
| Drita               | 2 – 3             | Miravci         |
| Rrufeja             | 0 – 1             | Metalurg Skopje |
| Rudar               | 1 – 3             | Pelister        |
| Gorno Lisiče        | 0 – 3             | Vardar          |
| Treska              | 0 – 0 (3 – 5 dtr) | Teteks          |

- Nota 1: risultato a tavolino.

## Ottavi di finale
Le partite di andata si sono giocate tra il 13 e il 15 settembre 2011, quelle di ritorno il 28 settembre.
| Squadra 1      | Totale            | Squadra 2       | Andata | Ritorno |
| -------------- | ----------------- | --------------- | ------ | ------- |
| Renova         | 5 – 2             | Rinija          | 0 – 1  | 5 – 1   |
| Škendija       | 2 – 2 (0 – 3 dtr) | Bregalnica Štip | 2 – 0  | 0 – 2   |
| Turnovo        | 2 – 1             | Pelister        | 1 – 0  | 1 – 1   |
| Napredok       | 6 – 3             | Miravci         | 3 – 1  | 3 – 2   |
| Rabotnički     | 0 – 0 (5 – 3 dtr) | Metalurg Skopje | 0 – 0  | 0 – 0   |
| Sileks Kratovo | 2 – 2 (gfc)       | Teteks          | 2 – 2  | 0 – 0   |
| 11 Oktomvri    | 4 – 2             | Skopje          | 4 – 0  | 0 – 2   |
| Vardar         | 7 – 1             | Tikveš          | 6 – 1  | 1 – 0   |

## Quarti di finale
Le partite di andata si sono giocate il 19 ottobre 2011, quelle di ritorno tra l'8 e il 16 novembre.
| Squadra 1  | Totale | Squadra 2       | Andata | Ritorno |
| ---------- | ------ | --------------- | ------ | ------- |
| Rabotnički | 7 – 1  | Napredok        | 4 – 1  | 3 – 0   |
| Turnovo    | 3 – 1  | Bregalnica Štip | 3 – 1  | 0 – 0   |
| Renova     | 9 – 2  | Teteks          | 6 – 0  | 3 – 2   |
| Vardar     | 3 – 2  | 11 Oktomvri     | 2 – 0  | 1 – 2   |

## Semifinali
Le partite di andata si sono giocate il 4 aprile 2012, quelle di ritorno il 25 aprile.
| Squadra 1  | Totale      | Squadra 2 | Andata | Ritorno |
| ---------- | ----------- | --------- | ------ | ------- |
| Vardar     | 1 – 1 (gfc) | Renova    | 1 – 1  | 0 – 0   |
| Rabotnički | 4 – 2       | Turnovo   | 1 – 1  | 3 – 1   |

## Finale
| Arbitro: | Goran Spirkoski |

|                                       |           |              |
| Bajrami 12’ Simovski 66’ Gafuri 90+3’ | Marcatori | 52’ Manevski |